# Cristo del Granizo
El Santísimo Cristo del Granizo es una imagen de Jesús de Nazaret que evoca el momento de su flagelación.
Se venera en la parroquia de Santo Domingo de Guzmán en el barrio de Vegueta de Las Palmas de Gran Canaria , Gran Canaria (Islas Canarias),(España).
Actualmente sale el Viernes Santo en la procesión magna interparroquial de Las Palmas de Gran Canaria.

## Autor
La representación plástica de la flagelación de Cristo formaba parte de la Semana Santa de Las Palmas de Gran Canaria desde el siglo XVII. Hubo una primera imagen inspirada en este misterio de la flagelación del Señor, hoy perdida, que fue sustituida por la actual en 1779. El 30 de marzo de 1779 se estrenó la actual imagen del Señor atado a la columna que dio el canónigo Felipe Alfaro a los religiosos dominicos. Su autor es Tomás Antonio Calderón de la Barca.

## Salida procesional

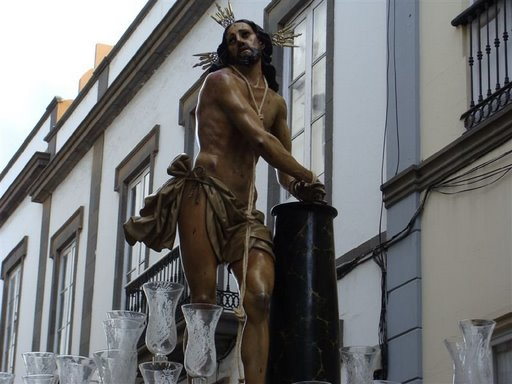
El Santísimo Cristo del Granizo procesiona cada Viernes Santo.

La imagen realiza su salida procesional sobre un paso de plata, compuesto de dos partes de diferentes trazas pero conjugan con armonía. Antiguamente la imagen del Señor atado a la Columna procesionaba los Martes Santo acompañado de Nuestra Señora de las Misericordias, actual Esperanza de Vegueta y san Juan Evangelista, ambas imágenes que acompañaban al Señor del Granizo son obras del escultor palmero Arsenio de las Casas.
Desde 1894 el colegio de abogados de Las Palmas de Gran Canaria ostenta el patronazgo la procesión de la imagen. En la actualidad procesiona en la tarde del Viernes Santo en la procesión magna interparroquial por las calles de Vegueta y Triana.
En el año 2009 ocupó el Cartel General de la Semana Santa de Gran Canaria.

## Origen de la advocación
En el año 1877, cuando el Señor atado a la columna entró en su templo dominico después de su salida procesional del Martes Santo hubo una granizada terrible entremezclada de una lluvia pesada, con relámpagos y truenos. De ahí en adelante el Señor atado a la columna fue llamado el Cristo del Granizo. 
Un romancillo escrito por Ignacio Quintana Marrero dice:
Por las calles de Vegueta
sube el Cristo del Granizo,
la Virgen de las Angustias
y San Juan , el morenito.
El Señor sudaba azotes,
la Virgen lloraba a gritos;
y los ojos del apóstol
tenían temblor de cirios.